# Гілбоа (Огайо)
Гілбоа (англ. Gilboa) — селище (англ. village) в США, в окрузі Патнем штату Огайо. Населення — 168 осіб (2020).

## Географія
Гілбоа розташована за координатами 41°1′8″ пн. ш. 83°55′18″ зх. д. / 41.01889° пн. ш. 83.92167° зх. д. (41.018772, -83.921702).  За даними Бюро перепису населення США в 2010 році селище мало площу 0,39 км², уся площа — суходіл.

## Демографія
Згідно з переписом 2010 року, у селищі мешкали 184 особи в 71 домогосподарстві у складі 50 родин. Густота населення становила 476 осіб/км².  Було 76 помешкань (197/км²).
Расовий склад населення:
| - 94,6 % — білих - 0,5 % — азіатів - 3,8 % — осіб інших рас |

До двох чи більше рас належало 1,1 %. Частка іспаномовних становила 9,2 % від усіх жителів.
За віковим діапазоном населення розподілялося таким чином: 25,5 % — особи молодші 18 років, 55,5 % — особи у віці 18—64 років, 19,0 % — особи у віці 65 років та старші. Медіана віку мешканця становила 34,0 року. На 100 осіб жіночої статі у селищі припадало 97,8 чоловіків;  на 100 жінок у віці від 18 років та старших — 114,1 чоловіків також старших 18 років.
Середній дохід на одне домашнє господарство  становив 54 580 доларів США (медіана — 44 583), а середній дохід на одну сім'ю — 55 255 доларів (медіана — 50 750). За межею бідності перебувало 18,8 % осіб, у тому числі 27,7 % дітей у віці до 18 років та 6,5 % осіб у віці 65 років та старших.
Цивільне працевлаштоване населення становило 114 особи. Основні галузі зайнятості: виробництво — 23,7 %, освіта, охорона здоров'я та соціальна допомога — 19,3 %, роздрібна торгівля — 14,0 %, будівництво — 14,0 %.